# 캐나다 국경 서비스국

캐나다 국경 서비스국(CBSA, 프랑스어: Agence des services frontaliers du Canada, ASFC)은 캐나다의 국경 통제(예: 보호 및 감시), 이민 집행, 관세청을 담당하는 연방 법 집행 기관이다.
CBSA는 캐나다 공공 안전, 민주 기관 및 정부간 업무부 장관인 도미니크 르블랑(Dominic Leblanc)을 통해 의회에 대한 책임을 지며, 캐나다 국경 서비스국 회장이기도 한 에린 오고먼(Erin O'Gorman)의 지휘를 받는다.
이 기관은 2003년 12월 12일 현재 없어진 캐나다 관세청의 관세 기능과 캐나다 시민권 및 이민국(현재 캐나다 이민, 난민 및 시민권으로 알려져 있음)의 집행 기능을 통합한 의회 명령에 의해 설립됨) 및 캐나다 식품검사청(CFIA)의 입국항 심사 기능을 담당한다. CBSA의 창설은 2005년 11월 3일 국왕의 재가를 받은 캐나다 국경 서비스청법(Canada Border Services Agency Act)에 의해 공식화되었다.
CBSA는 캐나다 전역의 약 1,200개 서비스 위치와 기타 국가의 39개 서비스 위치를 감독한다. 14,000명 이상의 공무원을 고용하고 있으며 117개 육로 국경 통과 지점과 13개 국제 공항 중 10개 공항에서 24시간 서비스를 제공한다. 캐나다 이민국, 난민 및 캐나다 시민권부와 긴밀히 협력하여 캐나다에서 입국할 수 없는 개인의 추방을 촉진하고 이민 및 난민 보호법 위반 조사에 있어 현지 경찰을 지원함으로써 이민법을 집행한다.
CBSA의 내륙 집행부는 불법적으로 캐나다에 체류하는 외국인을 추적하고 제거한다.
기관은 3개의 주요 항구와 3개의 CBSA 우편 센터(CMC)의 운영을 감독하고 퀘벡 주 라발, 토론토, 온타리오, 브리티시 컬럼비아주 서리에 있는 이민 유치 센터(IHC)로 알려진 구금 시설을 운영한다.

## 같이 보기
- 왕립 캐나다 기마경찰
- 미국 관세국경보호청